# Biri Larosa Protected Landscape/Seascape
Die Biri Larosa Protected Landscape/Seascape liegt in der Philippinensee in der Provinz Northern Samar, Philippinen. Das kombinierte Land- und Meeresschutzgebiet wurde am 23. April 2000 eingerichtet. Es umfasst 18 Inseln, zu denen Cabaungon Grande, Cabaungon Pequiño, Tandang, Pangilala, Puropangdan, Matungko und Maghungaw und andere gehören, sowie Teile der Nordküste der Insel Samar. Diese Inselgruppe ist auch als die Balicuartro Islands bekannt. Das Naturschutzgebiet gehört zu den Gemeindegebieten  von Lavezares, Rosario, San Jose, Biri und hat eine derzeitige Größe von 334,92 km². Benannt wurde es nach der Insel Biri und Larosa. 
Das Naturschutzgebiet liegt ca. 60 km südöstlich von Sorsogon City. Die Inselgruppe kann über die Häfen von Lavezares erreicht werden. Um die 18 Inseln liegen kleinere Korallenriffe und auch zahlreiche einzigartige Felsformationen, die als geologische Wunder der Philippinen bezeichnet werden.